# Philbornea
Philbornea là một chi thực vật có hoa trong họ Linaceae.

## Loài
Chi Philbornea gồm các loài: